# بيتر غيلمور
بيتر غيلمور (بالإنجليزية: Peter Gilmour)‏ هو متسابق يخت أسترالي، ولد في 25 يناير 1960.